# Place des Halles (Strasbourg)
Cet article concerne la place de Strasbourg. Pour le centre commercial, voir Centre commercial Place des Halles.
La place des Halles est une place de la ville de Strasbourg, en France. Elle est située dans le quartier des Halles.

## Histoire
Le site de la place des Halles était à l'origine un vaste marais situé en dehors des murs de la ville, au nord du fossé du Faux Rempart. L'actuelle rue du Marais-Vert en a tiré son nom.
En 1839, une usine à gaz est construite au sud-est du site.
Le secteur se développe avec l'achèvement de la ligne de chemin de fer Paris-Strasbourg en 1852. La première gare de Strasbourg intra muros est construite le long de l'actuel quai Kléber, à l'angle de la rue de Sébastopol, en remplacement de la gare provisoire située à Koenigshoffen. En 1854, le bâtiment voyageurs est inauguré par Napoléon III. C'était une gare terminus avec une façade de style Louis-Philippe. Aujourd'hui la rue de l'Ancienne Gare, qui relie la place des Halles à la rue du Marais-Vert, en conserve le souvenir.
Quand la gare actuelle est achevée en 1883, l'ancienne gare perd sa fonction d'origine. Elle est alors transformée en halle de marché.
L'usine à gaz est fermée en 1932 ce qui permet l'aménagement de la place des Halles et de la rue du Travail.
Un poste de secours souterrain de la défense passive (parfois qualifié à tort d'hôpital militaire) est construit en 1937. Il semble n'avoir jamais été utilisé et demeure aujourd'hui fermé au public.
L'ancienne gare est démolie en 1974 pour permettre la construction du centre commercial Place des Halles, achevé en 1979. La configuration actuelle de la place date des années 1980.
La trémie de l'ancien tunnel Wodli - Sébastopol, fermé depuis le milieu des années 2000, est comblée en 2019. La place sera réaménagée à l'horizon 2021 : la gare routière quittera le site et sera remplacée par un parc et un complexe cinématographique.

## Description

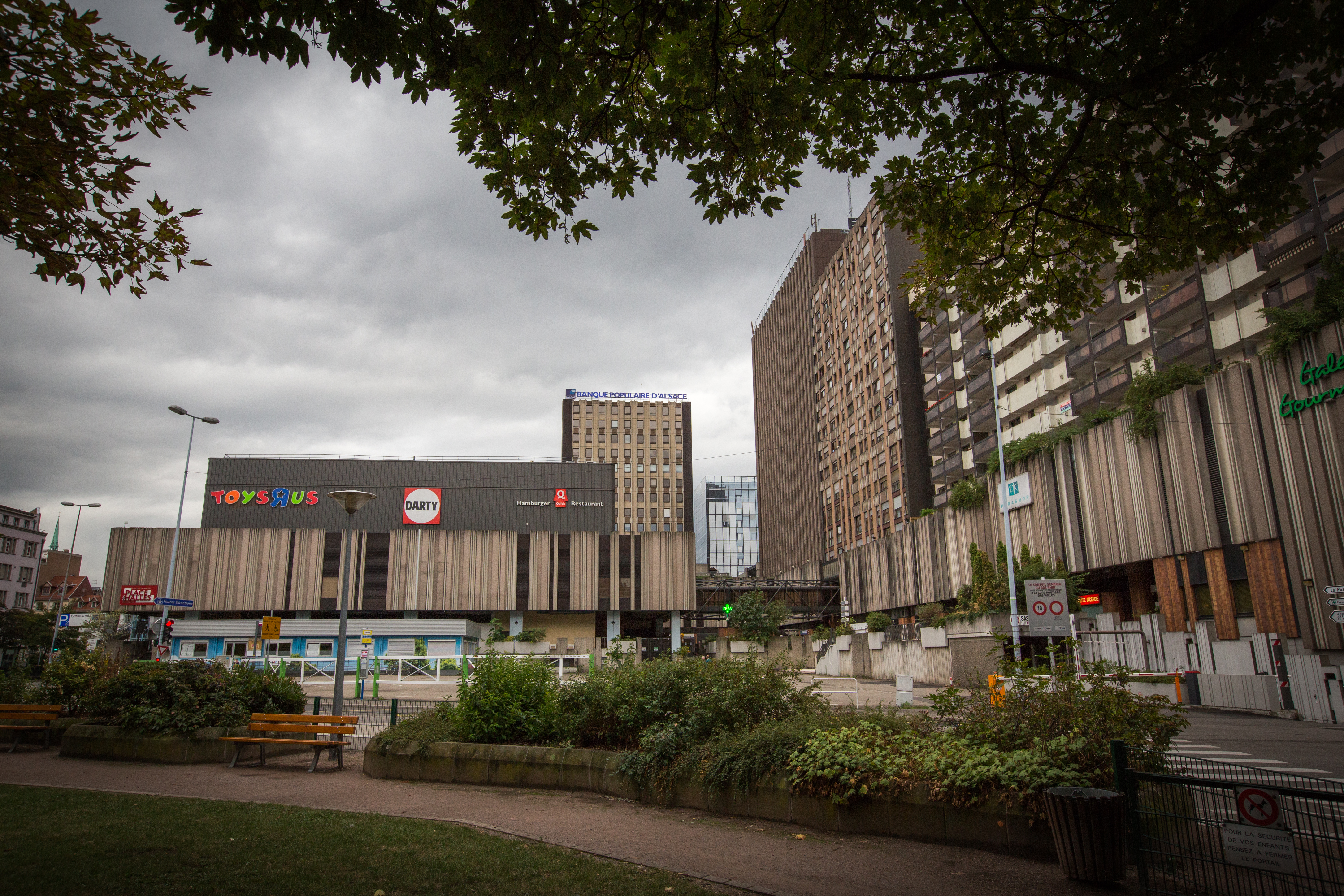
Le centre commercial et la gare routière vus depuis le square.

Du nord-est de la place part la rue du Travail et du nord-ouest la rue des Halles. La place Clément est au sud-est de la place avec la rue de Sébastopol dans son prolongement.
Au centre de la place, entre les rues du Travail et des Halles, se trouve un square.
La plupart des immeubles bordant la place datent des années 1930. Aux no 13, 14 et 15 se situe le siège social de Gaz de Strasbourg construit en 1933 sur l'emplacement de l'ancienne usine à gaz.
Au sud et à l'ouest de la place est implanté l'ensemble Place des Halles. Le Consulat général du Japon à Strasbourg est installé dans la Tour Europe au no 20. Le centre commercial est au no 24.

## Transports en commun
La gare routière du réseau Fluo Grand Est et le siège de la Compagnie des transports du Bas-Rhin sont situés sur la place.
Les lignes A et D du tramway de Strasbourg desservent le centre commercial à l'arrêt « Ancienne Synagogue - Les Halles », au niveau du quai Kléber.
Depuis le 27 novembre 2010, la ligne C du tramway passe également à proximité de la porte du Marais-Vert via la station Faubourg de Saverne.
Plusieurs lignes de bus de la Compagnie des transports strasbourgeois se trouvent également à proximité immédiate de la place des Halles :
- L3 et C6 à l'arrêt « Les Halles - Pont de Paris » ;
- 41, 71, 73, 75 et 76 aux arrêts « Les Halles - Sébastopol », qui constitue l'emplacement de départ de ces lignes et Faubourg de Saverne desservi uniquement dans le sens Strasbourg >> Périphérie.
- L3 et 4 à l'arrêt « Les Halles - Pont de Saverne », où se situent leurs emplacements de départ.

Concernant les lignes de car Fluo, ces dernières partent :
- pour les lignes 205, 209, 220, 230, 257, 258, 271, 404 à la gare routière des Halles ;
- pour la ligne 240 à l'arrêt « Les Halles - Sébastopol »[4].